# Luis Monti
Luis Monti (Buenos Aires, 1901. május 15. – Escobar, 1983. szeptember 9.) egykori világbajnok és olimpiai ezüstérmes argentin-olasz labdarúgócsatár, edző.
Az argentin válogatott tagjaként részt vett az 1927-es Dél-amerikai bajnokságon, az 1928. évi nyári olimpiai játékokon, illetve az 1930-as világbajnokságon.
Az olasz válogatott tagjaként részt vett az 1934-es világbajnokságon és Közép-európai kupa 1933–35-ös sorozatában.

## Sikerei, díjai
Huracán
- Argentin bajnok (1): 1921

San Lorenzo
- Argentin bajnok (3): 1923, 1924, 1927

Juventus
- Olasz bajnok (4): 1931–32, 1932–33, 1933–34, 1934–35
- Olasz kupagyőztes (1): 1937–38

Argentína
- Világbajnoki döntős (1): 1930
- Dél-amerikai bajnok (1): 1927
- Olimpiai ezüstérmes (1): 1928

Olaszország
- Világbajnok (1): 1934
- Közép-európai kupa győztes (1): 1933–35

Egyéni
A világbajnokság All-Star csapatának a tagja (2): 1930, 1934

## Külső hivatkozások
- Argentin keretek a Copa Américan rsssf.com
- Luis Monti az Olasz Labdarúgó-szövetség (FIGC) honlapján (olaszul)
- Luis Monti a tuttojuve.com honlapján (olaszul)
- Luis Monti válogatott mérkőzései az rsssf.com honlapján
- Luis Monti a FIFA.com honlapján Archiválva 2014. november 10-i dátummal a Wayback Machine-ben